# Pieter Heiliegers

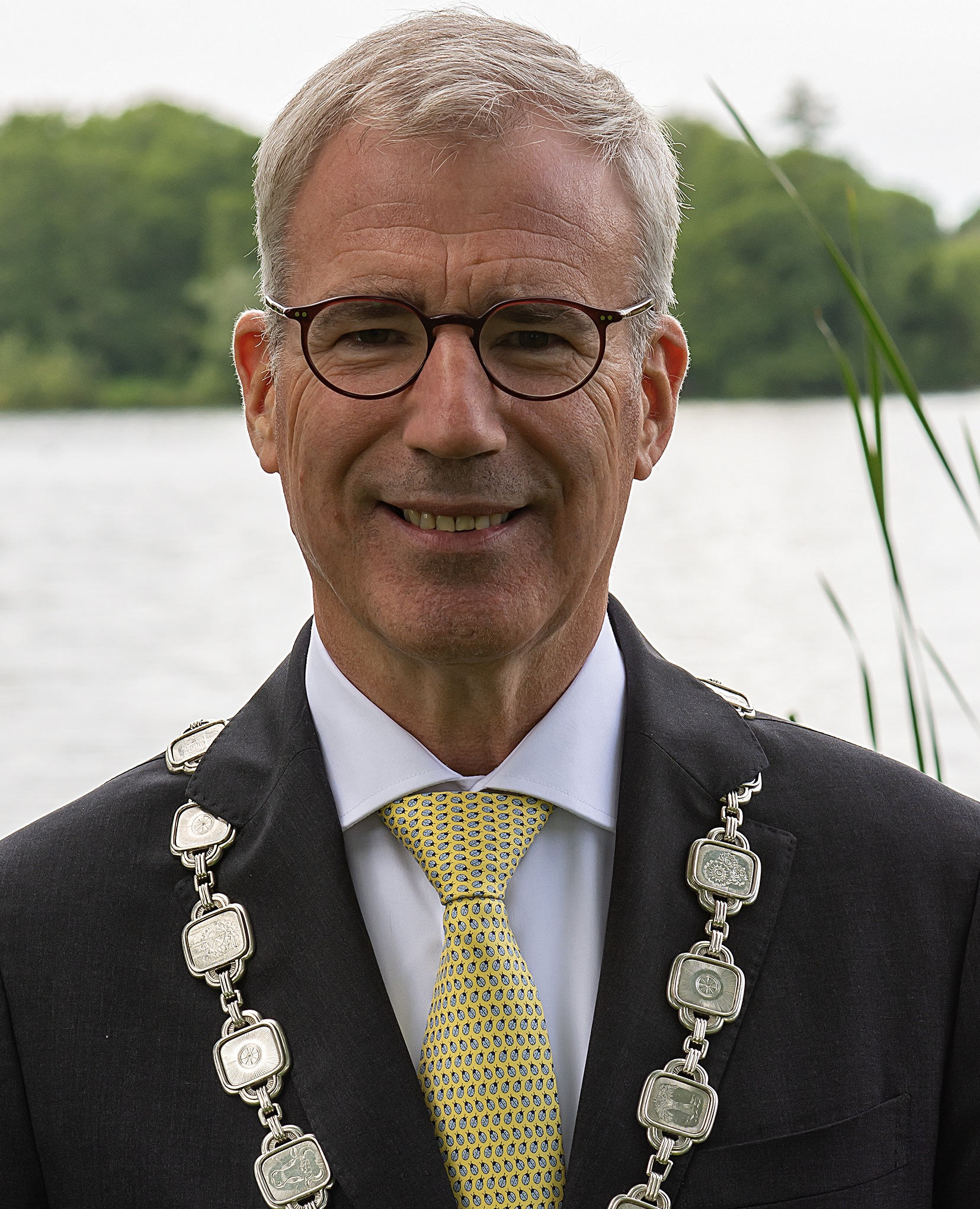
foto 2022

Pieter Johannes (Pieter) Heiliegers (9 januari 1963) is een Nederlands politicus. Hij is sinds 24 januari 2019 burgemeester van de gemeente Uithoorn. Eerder was hij burgemeester van Haarlemmerliede en Spaarnwoude (2013-2019). Hij is lid van de Volkspartij voor Vrijheid en Democratie (VVD).

## Politieke loopbaan
Van 2009 tot 2010 was hij de fractievoorzitter van de VVD in de gemeenteraad van Haarlem. In april 2010 werd hij daar wethouder voor Financiën, Bedrijfsvoering en Cultuur. 
Op 28 juni 2012 nam hij als VVD-wethouder de politieke verantwoording. Hij diende zijn ontslag in vanwege het kritische onderzoeksrapport over de periode 2006-2011 inzake het dossier 'Zijlpoort', een nieuw onderkomen voor gemeenteambtenaren. Op 11 december 2012 werd zijn benoeming tot burgemeester van Haarlemmerliede en Spaarnwoude bekend gemaakt. Deze functie heeft hij tot 1 januari 2019 vervuld. Per die datum is de gemeente Haarlemmerliede en Spaarnwoude gefuseerd met de gemeente Haarlemmermeer.
Vanaf 1 maart 2018 vervulde Heiliegers naast het burgemeesterschap voor Haarlemmerliede en Spaarnwoude de rol van waarnemend burgemeester van Uithoorn. Per 24 januari 2019 is Pieter Heiliegers door de kroon benoemd als burgemeester van de gemeente Uithoorn. Inmiddels is hij bezig met zijn tweede termijn als burgemeester van deze gemeente. Op 23 januari 2025 heeft de Commissaris van de Koning in Noord-Holland, Arthur van Dijk, de heer Heiliegers beëdigd bij zijn herbenoeming. 

### Nevenfuncties
- Voorzitter van de Stichting collectie Marinus Fuit (kunst&cultuur);
- Voorzitter raad van commissarissen Regionale ambulancevoorziening Kennemerland;
- Lid bestuur Bank Nederlandse Gemeenten Cultuurfonds - voorzitter adviescommissie BNG Cultuurfonds.

Voorheen heeft hij diverse andere nevenfuncties bekleed. Zo was hij voorzitter van de landelijke VVD partijcommissie Cultuur en Media en vicevoorzitter van de VVD bestuurdersvereniging.

## Persoonlijk
Na zijn opleidingen MTS Electronica en MTS elektrotechniek-CT volgde hij de Informatica opleiding AMBI met als afstudeerrichting 'Business Proces Redesign'. Een carrière in de ICT sector (Getronics, KPN en Logica CMG) bracht hem tot ondernemer. Zijn laatste ondernemers initiatief is Onbegrensd Talent. OT is een detacherings- en adviesbureau dat maatschappelijk verantwoordelijke werkgevers en gemotiveerde talenten met een arbeidsbelemmering bij elkaar brengt in de ICT sector.
Heiliegers woont samen en heeft een dochter en twee zoons.